# Майер, Фридрих Вильгельм
Фридрих Вильгельм Майер (нем. Friedrich Wilhelm Meyer; 2 марта 1818, Альтенбург — 30 мая 1893, Мюнхен) — немецкий дирижёр.
В 1845—1846 гг. дирижировал в Лейпциге симфоническими концертами музыкального общества «Эвтерпа», далее работал во Фрайбурге, в 1848 г. перешёл в Кёнигштадтский театр в Берлине, затем дирижировал в Трире и Штеттине. С 1854 г. в Мюнхенской придворной опере, первоначально как второй дирижёр при генеральмузикдиректоре Франце Лахнере, с обязанностью дирижировать французским, итальянским и второстепенным немецким репертуаром. С 1869 г. королевский капельмейстер. В 1882 г. вышел на пенсию.
Профессор Мюнхенской консерватории. В 1875—1880 гг. у Майера учился музыкальной теории, гармонии и контрапункту юный Рихард Штраус, в дальнейшем посвятивший ему несколько произведений. Среди других учеников Майера — Хуго Райхенбергер.